# Phalaropus
Phalaropus là một chi chim trong họ Scolopacidae.